# Lo que el viento se llevó (película)
Lo que el viento se llevó (título original en inglés: Gone with the Wind) es una película estadounidense de los géneros épico, histórico y romántico de 1939, adaptación de la novela homónima de 1936 de Margaret Mitchell, producida por David O. Selznick y dirigida por Victor Fleming.
Situada en el sur de Estados Unidos con el telón de fondo de la guerra de Secesión y la reconstrucción, la película narra la historia de Scarlett O'Hara (Vivien Leigh), la resuelta hija de los propietarios de una plantación de Georgia, desde su romántica persecución a Ashley Wilkes (Leslie Howard), prometido con su prima, Melanie Hamilton (Olivia de Havilland), hasta su matrimonio con Rhett Butler (Clark Gable).
La producción fue difícil desde el principio. El rodaje se retrasó durante dos años por la determinación de Selznick por asegurar a Gable para el papel de Rhett Butler, y por la búsqueda de la actriz protagonista para el papel de Scarlett, llegando a entrevistar a 1400 mujeres antes de tomar la decisión. El guion original fue obra de Sidney Howard, pero sufrió numerosas revisiones en un intento de reducir el metraje. El director original, George Cukor, fue despedido poco después de iniciarse el rodaje y fue reemplazado por Fleming, quien a su vez fue sustituido brevemente por Sam Wood, mientras que Fleming se tomó un tiempo de descanso a causa del agotamiento.
La película recibió críticas positivas tras su estreno en diciembre de 1939, aunque algunos la encontraron carente de dramatismo y de duración excesiva. El reparto recibió numerosos elogios y muchos críticos cinematográficos consideraron a Leigh especialmente adaptada a su papel como Scarlett. En la 12.ª edición de los Premios Óscar, de sus trece nominaciones recibió diez galardones (ocho competitivos, dos honorarios), incluidos los de mejor película, mejor director (Fleming), mejor guion adaptado (otorgado póstumamente a Sidney Howard, fallecido seis meses antes de la ceremonia), mejor actriz (Leigh) y mejor actriz de reparto (Hattie McDaniel, convirtiéndose en la primera afrodescendiente en ganar un Óscar), estableciendo récords por el número total de galardones y nominaciones en aquel momento. La película fue inmensamente popular, convirtiéndose en la película más rentable hasta aquel momento, manteniendo esa posición durante más de un cuarto de siglo. Si se ajustan sus ingresos de acuerdo a la inflación, sigue siendo la película de mayor éxito en taquilla de la historia.
Ha sido criticada por el revisionismo histórico por alabar la esclavitud, aunque también se le ha atribuido el haber provocado cambios en la forma en que los personajes de raza negra se representan en el cine. Fue reestrenada en numerosas ocasiones desde su estreno y tiene gran arraigo en la cultura popular, siendo probablemente el largometraje más famoso del Hollywood Clásico. Está considerada como una de las mejores películas de todos los tiempos; aparece entre las diez primeras de la lista del American Film Institute de las 100 mejores películas estadounidenses desde su creación en 1998; en 1989 la película fue considerada «cultural, histórica y estéticamente significativa» por la Biblioteca del Congreso de Estados Unidos y seleccionada para su preservación en el National Film Registry.

## Argumento
Primera parte
En vísperas del inicio de la guerra de Secesión en 1861, la joven Scarlett O'Hara vive con sus padres y dos hermanas en «Tara», la plantación de algodón de su familia en Georgia. Scarlett se entera de que Ashley Wilkes, del que está enamorada en secreto, se va a casar con su prima Melanie Hamilton y que el compromiso será anunciado al día siguiente en una barbacoa que se va a celebrar en la casa de Ashley, la cercana plantación «Los doce robles».
En la fiesta en «Los doce robles», Scarlett declara privadamente sus sentimientos a Ashley, pero él la rechaza respondiendo que él y Melanie son más compatibles. Scarlett se enoja cuando descubre que otro invitado, Rhett Butler, ha oído su conversación. La celebración se ve interrumpida al anunciarse la declaración de guerra y los hombres se apresuran a alistarse. Mientras Scarlett ve a Ashley besar a Melanie, el hermano menor de Melanie, Charles, le propone matrimonio y, aunque ella no lo ama, Scarlett consiente y se casan antes de que él se vaya al frente.

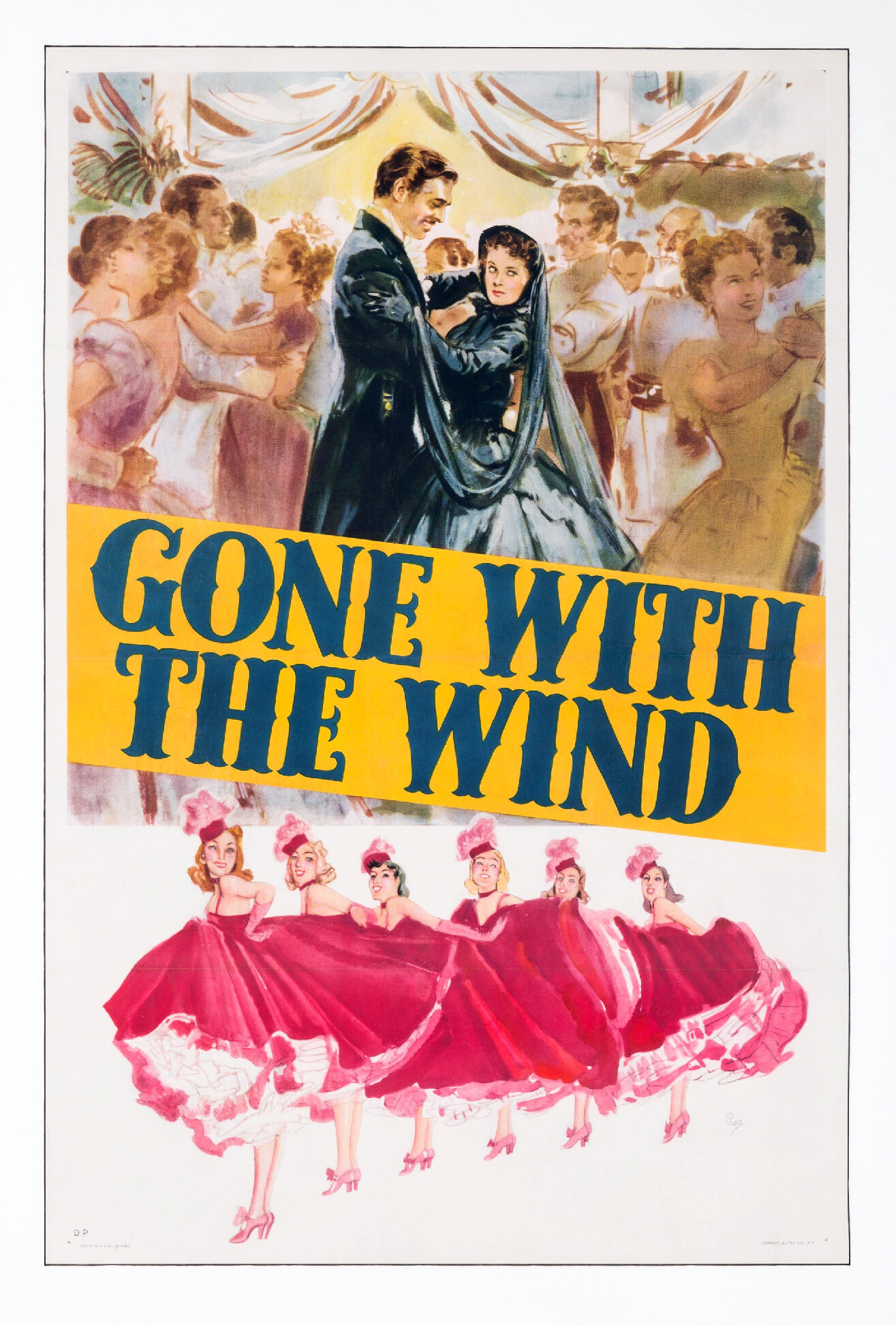
Póster con Scarlett y Rhett en el baile benéfico.

Scarlett queda viuda cuando Charles muere de un episodio de pulmonía y de sarampión mientras sirve en el ejército confederado. La madre de Scarlett la envía a la casa de Hamilton en Atlanta para alegrarla, aunque la franca criada de los O'Hara, Mammy, le dice a Scarlett que sabe que solo va con la idea de esperar el regreso de Ashley. Scarlett, que no debe asistir a una fiesta mientras está de luto, de todas formas asiste a una fiesta benéfica en Atlanta con Melanie, donde se encuentra de nuevo con Rhett, que ahora es un contrabandista que utiliza una pequeña flota de barcos para burlar el bloqueo naval al que han sido sometidos los confederados por parte de la Armada de los Estados Unidos. Celebrando una reciente victoria y recaudando fondos para el esfuerzo bélico confederado, los caballeros son invitados a hacer una oferta para que las señoras bailen con ellos. Rhett hace una oferta excesivamente generosa por Scarlett y, a pesar de la desaprobación de los huéspedes, ella acepta.
El curso de la guerra se vuelve contra la Confederación tras la batalla de Gettysburg, en la que mueren muchos de los hombres de la ciudad de Scarlett. Scarlett hace otra petición sin éxito a Ashley mientras él está de visita durante una licencia de servicio navideña, aunque comparten un apasionado beso en privado el día de Navidad, justo antes de que él vuelva a la guerra.
Ocho meses más tarde, mientras la ciudad está sitiada por el Ejército de la Unión durante la campaña de Atlanta, Scarlett y su joven sirvienta Prissy deben asistir a Melanie sin ayuda médica cuando ella entra en parto prematuro. Después, Scarlett pide a Rhett que la lleve a su casa en Tara con Melanie, el bebé y Prissy; los recoge en un carro tirado por caballos, pero una vez que sale de la ciudad, decide irse al frente, dejando a Scarlett y el grupo para que sigan ellos solos. Al regresar a casa, Scarlett encuentra Tara desierta, excepto por su padre, sus hermanas y dos antiguos esclavos: Mammy y Pork. Scarlett se entera de que su madre acaba de morir de fiebre tifoidea y su padre se ha vuelto mentalmente incapaz. Con Tara saqueada por las tropas de la Unión y los campos desatendidos, Scarlett promete que hará cualquier cosa por la supervivencia de la familia y de sí misma.
Segunda parte
Mientras los O'Hara trabajan en los campos de algodón, el padre de Scarlett muere al caerse del caballo mientras intenta arrojar a un scalawag de sus tierras. Tras la derrota de la Confederación, Ashley regresa, pero ve que es de poca ayuda en Tara. Cuando Scarlett le ruega que huya con ella, Ashley confiesa su deseo hacia ella y la besa apasionadamente, pero dice que no puede dejar a Melanie. Incapaz de pagar los impuestos sobre Tara implementados por las leyes de Reconstrucción, Scarlett engaña al prometido de su hermana menor Suellen, Frank Kennedy, hombre de mediana edad y rico empresario, para que se case con ella, diciéndole que Suellen se cansó de esperar y se casó con otro pretendiente.
Frank, Ashley, Rhett y otros cómplices hacen una incursión nocturna en un pueblo de chabolas después de que Scarlett fuera atacada mientras conducía sola través de él. En la incursión muere Frank; apenas terminado el funeral, Rhett le propone matrimonio a Scarlett y ella acepta. Tienen una hija a la que Rhett pone el nombre de Bonnie Blue, pero Scarlett, que sigue añorando a Ashley y se siente asustada por la pérdida de su figura, le hace saber a Rhett que no quiere más hijos y que ya no compartirán lecho.
Un día, India, la hermana de Ashley, ve a Scarlett y Ashley abrazados y, como siente una intensa aversión hacia Scarlett, rápidamente empieza a propagar rumores. Esa misma tarde Rhett, después de oír los rumores, obliga a Scarlett a asistir a la fiesta de cumpleaños de Ashley; incapaz de creer nada malo de su querida cuñada, Melanie está al lado de Scarlett para que todos sepan que ella cree que los chismes son falsos. Después de regresar a casa de la fiesta, Scarlett encuentra a Rhett borracho y discuten sobre Ashley. Rhett besa a Scarlett contra su voluntad, declarando su intención de mantener relaciones con ella esa noche, y la lleva a la fuerza a la habitación. Al día siguiente, Rhett se disculpa por su comportamiento y le ofrece a Scarlett el divorcio, que ella rechaza, diciendo que sería una vergüenza. Cuando Rhett vuelve de un prolongado viaje a Londres, Scarlett le informa que está embarazada, pero durante la discusión que sigue a la noticia ella se cae por un tramo de escaleras y sufre un aborto espontáneo. Mientras se está recuperando, la tragedia cae sobre ellos cuando Bonnie muere mientras intenta saltar una valla con su poni.
Scarlett y Rhett visitan a Melanie, en su lecho de muerte tras las complicaciones derivadas de un nuevo embarazo. Mientras Scarlett consuela a Ashley, Rhett vuelve a su casa en Atlanta; al darse cuenta de que Ashley solo amaba realmente a Melanie, Scarlett corre tras Rhett, pero lo encuentra preparándose para irse para siempre. Ella le suplica, diciéndole que ahora se da cuenta de que lo ha amado todo el tiempo y que nunca amó realmente a Ashley, pero Rhett dice que tras la muerte de Bonnie no había posibilidad de reconciliación. Scarlett le pide que se quede, pero Rhett la rechaza y sale por la puerta perdiéndose en la niebla de la mañana, dejando a Scarlett llorando en la escalera y jurando que algún día recuperará su amor.

## Reparto
Los créditos de apertura de la película tienen una estructura inusual ya que, en lugar de ordenar los nombres por la posición estelar de cada uno de los actores de forma convencional, el reparto se divide en tres secciones: la plantación de Tara, «Los doce robles» y Atlanta. Además, los nombres se ordenan según el rango social de los personajes; así, Thomas Mitchell, que interpreta a Gerald O'Hara, inicia la lista de reparto como el cabeza de familia de los O'Hara, por lo que Barbara O'Neil, como su esposa, aparece en segundo puesto y Vivien Leigh, como la hija mayor, el tercero, a pesar de aparecer en pantalla mucho más tiempo que ellos. Del mismo modo, Howard C. Hickman, como John Wilkes, aparece antes que Leslie Howard, que interpreta a su hijo, y Clark Gable, que solo interpreta a un visitante en «Los doce robles», aparece en un puesto relativamente bajo en los créditos, a pesar de haber sido presentado como la «estrella» de la película durante su promoción. A la muerte de Mary Anderson (que interpretó a Maybelle Merriwether) en abril de 2014, solamente vivían dos miembros del reparto acreditados de la película: Olivia de Havilland, que interpretó a Melanie Wilkes, y Mickey Kuhn, que interpretó a su hijo Beau Wilkes.
Plantación Tara
- Thomas Mitchell como Gerald O'Hara.
- Barbara O'Neil como Ellen Robillard (su esposa).
- Vivien Leigh como Scarlett O'Hara (hija).
- Evelyn Keyes como Suellen O'Hara (hija).
- Ann Rutherford como Carreen O'Hara (hija).
- George Reeves como Brent Tarleton (realmente Stuart).[n 2]
- Fred Crane como Stuart Tarleton (realmente Brent).[n 2]
- Hattie McDaniel como Mammy (criada).
- Oscar Polk como Pork (criado).
- Butterfly McQueen como Prissy (criada).
- Victor Jory como Jonas Wilkerson (cuidador de la plantación).
- Everett Brown como Big Sam (capataz).

Los doce robles
- Howard C. Hickman como John Wilkes.
- Alicia Rhett como India Wilkes (su hija).
- Leslie Howard como Ashley Wilkes (su hijo).
- Olivia de Havilland como Melanie Hamilton (su prima).
- Rand Brooks como Charles Hamilton (hermano de Melanie).
- Carroll Nye como Frank Kennedy (invitado).
- Clark Gable como Rhett Butler (visitante de Charleston).

En Atlanta
- Laura Hope Crews como tía Pittypat Hamilton.
- Eddie Anderson como tío Peter (su cochero).
- Harry Davenport como Doctor Meade.
- Leona Roberts como Mrs. Meade
- Jane Darwell como Mrs. Merriwether
- Ona Munson como Belle Watling.

Otros actores de reparto
- Paul Hurst como un desertor yanqui.
- Cammie King Conlon como Bonnie Blue Butler.
- J. M. Kerrigan como Johnny Gallagher.
- Jackie Moran como Phil Meade.
- Lillian Kemble-Cooper como cuidadora de Bonnie en Londres.
- Marcella Martin como Cathleen Calvert.
- Mickey Kuhn como Beau Wilkes.
- Irving Bacon como un cabo.
- William Bakewell como un oficial a caballo.
- Isabel Jewell como Emmy Slattery.
- Eric Linden como un supuesto amputado.
- Ward Bond como Tom, capitán yanqui.
- Cliff Edwards como un soldado nostálgico.
- Yakima Canutt como un renegado.
- Louis Jean Heydt como un soldado hambriento que sostiene a Beau Wilkes.
- Robert Elliott como un comandante yanqui.
- Mary Anderson como Maybelle Merriwether.

## Producción
Antes de la publicación de la novela, varios ejecutivos y estudios de Hollywood, como Irving Thalberg y Louis B. Mayer de la Metro-Goldwyn-Mayer (MGM), Pandro Berman de la RKO Pictures y David O. Selznick de la Selznick International Pictures se negaron a rodar una película basada en ella. A Jack Warner le gustó la historia, pero la mayor estrella de la Warner Bros., Bette Davis, no estaba interesada, y Darryl F. Zanuck, de la 20th Century-Fox no ofreció suficiente dinero. Selznick cambió de opinión después de que su guionista jefe, Kay Brown, y su socio de negocios, John Hay Whitney, lo instaran a comprar los derechos para la película. En julio de 1936, un mes después de su publicación, Selznick compró los derechos por 50 000 dólares, una cifra exorbitada por ese concepto por entonces.

### Casting

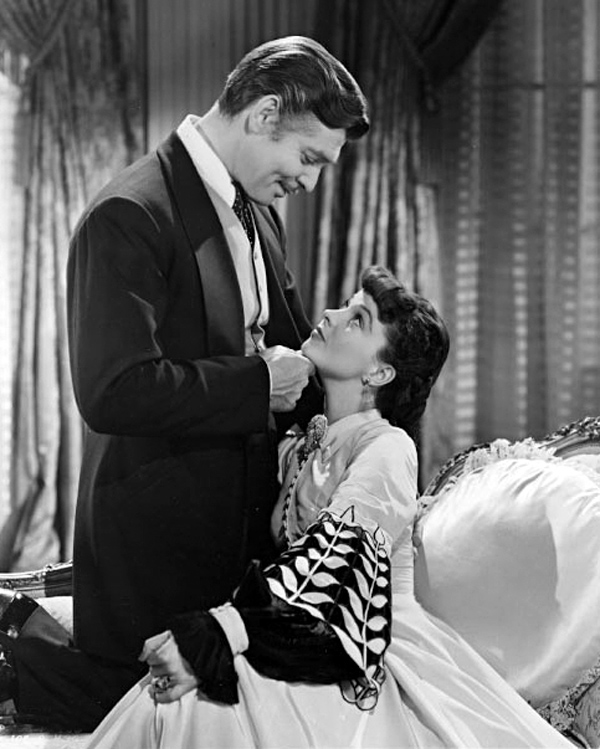
Foto publicitaria de Clark Gable y Vivien Leigh.

El casting para los dos papeles protagonistas se convirtió en una compleja tarea que duró dos años. Selznick tenía claro desde el principio que quería a Clark Gable para el papel de Rhett Butler, pero Gable tenía contrato en vigor con la MGM y nunca lo habían cedido a otros estudios. Se pensó en Gary Cooper, pero Samuel Goldwyn, con quien Cooper tenía contrato, se negó a cederlo. Warner le ofreció a Bette Davis, Errol Flynn y Olivia de Havilland para desempeñar los papeles protagonistas a cambio de los derechos de distribución. Por entonces Selznick estaba decidido a conseguir a Gable y finalmente llegó a un acuerdo con la MGM; el suegro de Selznick, Louis B. Mayer, presidente de la MGM, le ofreció en agosto de 1938 cederle a Gable y darle 1 250 000 $ por la mitad del presupuesto de la película, pero a un alto precio: Selznick tendría que pagar el salario semanal de Gable y cederle la mitad de los beneficios a la MGM, y además Loew's Inc., empresa matriz de la Metro, se encargaría de la distribución.
El acuerdo por el que la MGM se encargaba del lanzamiento de la película supuso retrasar el comienzo de la producción hasta finales de 1938, cuando finalizaba el acuerdo de distribución que Selznick tenía con la United Artists. Selznick aprovechó el retraso para continuar revisando el guion, preparar la publicidad y, sobre todo, buscar una actriz para el papel de Scarlett. Inició un casting a nivel nacional en el que llevó a entrevistar a 1400 desconocidas; el proceso costó 100 000 $ y, aunque resultó inútil para la película, sirvió para crear un publicidad «inestimable». Antes de la compra de los derechos, Selznick consideró a Miriam Hopkins y Tallulah Bankhead como candidatas; Joan Crawford, que había firmado con MGM, también fue considerada como posible pareja de Gable. Después del acuerdo con MGM, Selznick mantuvo conversaciones con Norma Shearer, la principal estrella de la MGM por entonces, pero ella no consideró la propuesta. Katharine Hepburn estaba muy interesada en el papel, y presionó para conseguirlo con el apoyo de su amigo George Cukor, que había sido contratado para la dirección, pero fue vetada por Selznick, que no la consideró adecuada para el papel.
Se consideraron a muchas actrices famosas (o a punto de serlo), pero para el papel de Scarlett solo se le hicieron pruebas de pantalla a treinta y una mujeres, entre las que estaban Ardis Ankerson, Jean Arthur, Tallulah Bankhead, Diana Barrymore, Joan Bennett, Nancy Coleman, Frances Dee, Ellen Drew (como Terry Ray), Paulette Goddard, Susan Hayward (bajo su nombre real, Edythe Marrenner), Vivien Leigh, Anita Louise, Haila Stoddard, Margaret Tallichet, Lana Turner y Linda Watkins. Aunque Margaret Mitchell se negó a dar a conocer públicamente su elección, la actriz que estuvo más cerca de ganar su aprobación fue Miriam Hopkins, al considerar que era el tipo de actriz adecuado para interpretar a Scarlett tal como estaba descrita en el libro. Sin embargo, Hopkins tenía más de 35 años por entonces y se consideró que era demasiado vieja para el papel. En diciembre de 1938 todavía se estaban considerando cuatro actrices, entre ellas Jean Arthur y Joan Bennett, pero solo a dos finalistas, Paulette Goddard y Vivien Leigh, se le hicieron pruebas en Technicolor, ambas el día 20 de ese mes. Goddard casi consiguió el papel, pero la controversia sobre su matrimonio con Charles Chaplin hizo que Selznick cambiara de idea.
Selznick había estado considerando discretamente a Vivien Leigh, una joven actriz británica que todavía era poco conocida en Estados Unidos, desde febrero de 1938, cuando la vio en Fire Over England y en A Yank at Oxford. El agente estadounidense de Leigh era el representante en Londres de la agencia de talentos de Myron Selznick (hermano de David y uno de los propietarios de Selznick International) y había pedido en febrero que consideraran a su representada para el papel de Scarlett. En el verano de 1938 los Selznick estaban negociando con Alexander Korda, con quien Leigh tenía contrato, para conseguir sus servicios ese año. El hermano de Selznick los citó para que se conocieran por primera vez en la noche del 10 de diciembre de 1938, cuando se rodó la escena del incendio de Atlanta. En una carta a su esposa dos días más tarde, Selznick admitió que Leigh era «la ganadora sorpresa de Scarlett», y tras una serie de pruebas de pantalla, se anunció su selección el 13 de enero de 1939. Justo antes del rodaje de la película, Selznick le dijo en una carta al columnista Ed Sullivan: «Los padres de Scarlett O'Hara eran franceses e irlandeses. Idénticamente, los padres de la señorita Leigh son franceses e irlandeses».

### Guion
La historiadora Joanne Yeck dijo sobre Sidney Howard, quien escribió el guion original de la película: «Reducir la complejidad de las dimensiones épicas de Lo que el viento se llevó fue una tarea hercúlea ... y la primera entrega de Howard era demasiado larga y habría requerido al menos seis horas de película; ... [el productor] Selznick quería que Howard permaneciera en el plató para hacer revisiones ... pero Howard se negó a dejar Nueva Inglaterra [y] como resultado, las revisiones estuvieron a cargo de una gran cantidad de escritores locales». Selznick despidió al director, George Cukor, tres semanas después de iniciar el rodaje y buscó a Victor Fleming, que por entonces estaba dirigiendo El mago de Oz. Fleming no estaba satisfecho con el guion, por lo que Selznick encargó al reconocido escritor Ben Hecht que lo reescribiera por completo en cinco días. Hecht retomó el borrador original de Howard y al final de la semana había conseguido revisar la primera mitad del guion. El propio Selznick inició la reescritura de la segunda mitad, pero se quedó retrasado, por lo que Howard volvió a trabajar en el guion durante una semana, revisando varias escenas clave de la segunda parte.

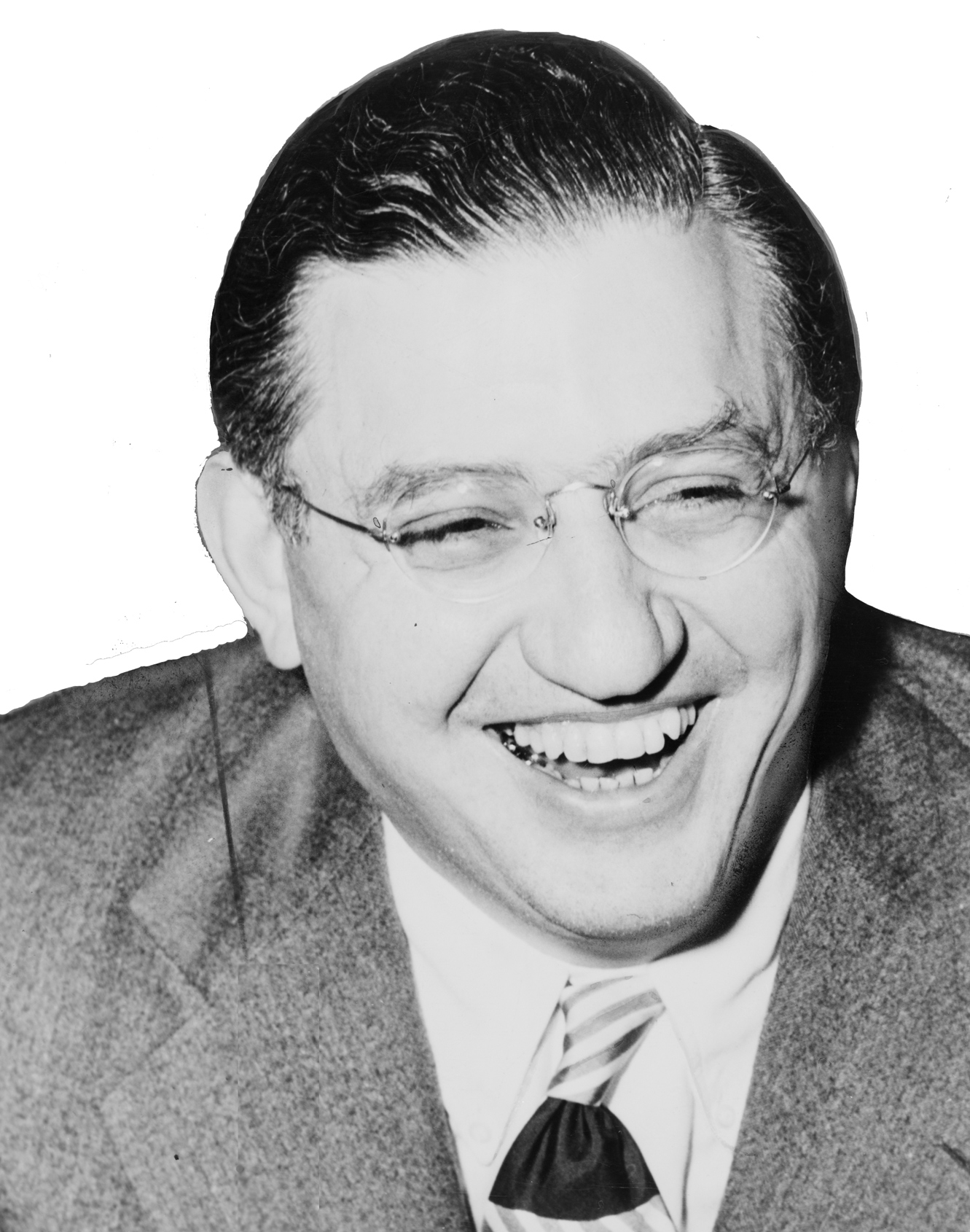
David O. Selznick en 1940.

«En el momento del lanzamiento de la película en 1939, había algunas cuestiones planteadas sobre quién debería aparecer en los créditos de pantalla», escribe Yeck, «pero a pesar de la cantidad de escritores y de cambios, el guion final estaba significativamente cerca a la versión de Howard. El hecho de que solo aparezca el nombre de Howard en los créditos puede haber sido tanto un gesto en su memoria como a su escritura, en 1939 Sidney Howard murió a los 48 años en un accidente con un tractor agrícola, antes del estreno de la película». Selznick, en una nota escrita en octubre de 1939, decía sobre los créditos de la película: «Pueden decir francamente que, de la comparativamente pequeña cantidad de material en la película que no es del libro, la mayoría es mía personalmente, y las únicas líneas originales de diálogo que no son mías son algunas de Sidney Howard y algunas de Ben Hecht y unas pocas más de John Van Druten. En este momento dudo que haya diez palabras originales de [Oliver] Garrett en todo el guion. En cuanto a la elaboración, aproximadamente el ochenta por ciento es mía, y el resto se reparte entre Jo Swerling y Sidney Howard, con la contribución material de Hecht en la elaboración de una secuencia.»
Según el biógrafo de Hecht, William MacAdams: «Al amanecer del domingo 20 de febrero de 1939, David Selznick ... y el director Victor Fleming despertaron bruscamente a Hecht para informarle que estaba cedido a la MGM y debía ir con ellos inmediatamente e ir a trabajar en Lo que el viento se llevó, que Selznick había comenzado a rodar cinco semanas antes». A Selznick le costaba 50 000 dólares diarios y la película estaba en suspenso esperando una reescritura final del guion y el tiempo era esencial. Hecht estaba trabajando en la película Una tarde en el circo, de los hermanos Marx. Recordando el episodio en una carta a su amigo guionista Gene Fowler, dijo que no había leído la novela, pero Selznick y el director Fleming no podían esperar a que la leyera. Debían representar escenas basadas en el guion original de Sidney Howard que necesitaba ser reescrito a toda prisa. Hecht escribió: «Después de representar y discutir cada escena, me senté a la máquina de escribir y lo escribí. Selznick y Fleming, ansiosos de continuar con su rodaje, me apresuraban. Trabajamos de esta manera durante siete días, entre dieciocho y veinte horas diarias. Selznick se negó a dejarnos almorzar, argumentando que la comida nos retrasaría. Nos proporcionaba plátanos y cacahuetes salados ... así, al séptimo día, había completado, ileso, los primeros nueve rollos de la epopeya de la Guerra Civil.»
MacAdams continúa diciendo: «Es imposible determinar exactamente cuánto escribió Hecht ... En los créditos oficiales archivados por la Screen Writers Guild, Sidney Howard fue, por supuesto, el único acreditado en pantalla, pero fueron agregados otros cuatro escritores ... Jo Swerling por contribuir al proceso, Oliver H. P. Garrett y Barbara Keon a la elaboración del guion, y Hecht, al diálogo ...»

### Rodaje
La fotografía principal comenzó el 26 de enero de 1939 y terminó el 1 de julio, y los trabajos de posproducción continuaron hasta el 11 de noviembre de 1939. El director George Cukor, con quien Selznick tenía una larga relación de trabajo y que había pasado casi dos años en la preproducción de la película, fue reemplazado después de menos de tres semanas de rodaje. Selznick y Cukor ya habían discrepado sobre el ritmo de rodaje y el guion, pero algunos apuntan a que la salida de Cukor pudo ser debida al malestar de Gable para trabajar con él. Emanuel Levy, biógrafo de Cukor, afirmó que Clark Gable había trabajado en el circuito gay de Hollywood como gigoló y que Cukor conocía su pasado, por lo que Gable usó su influencia para que le despidieran. Vivien Leigh y Olivia de Havilland se enteraron del despido de Cukor el día en que se filmó la escena de la venta benéfica de Atlanta, y la pareja se dirigió a la oficina de Selznick con el vestuario de rodaje todavía puesto y le imploraron que cambiara de opinión. Victor Fleming, que en ese momento dirigía El mago de Oz, fue llamado por la MGM para completar la película, aunque Cukor continuó instruyendo a Leigh y De Havilland en privado. Otro director de la MGM, Sam Wood, trabajó durante dos semanas en mayo cuando Fleming abandonó temporalmente la producción debido al agotamiento. Aunque algunas de las escenas de Cukor se volvieron a filmar, Selznick estimó que «tres rollos completos» de su trabajo se mantuvieron en la película. Al final del rodaje, Cukor había asumido dieciocho días de filmación, Fleming noventa y tres y Wood veinticuatro.
Al inicio de la producción Lee Garmes fue el director de fotografía, pero el 11 de marzo de 1939, tras un mes de rodaje que Selznick y sus asociados consideraban «demasiado oscuro», fue sustituido por Ernest Haller, que trabajó con Ray Rennahan, como director de fotografía de Technicolor. Garmes completó el primer tercio de la película (en su mayor parte todo lo sucedido antes de que Melanie tuviera el bebé) pero no figuró en los créditos. La mayor parte del rodaje se realizó en un plató de Selznick International conocido como Forty Acres, y todo el rodaje de exteriores se desarrolló en California, principalmente en el condado de Los Ángeles o el vecino condado de Ventura. La residencia principal de Tara, la plantación ficticia del sur de la plantación, existió solamente como una fachada de madera contrachapada y papel maché construida en los terrenos del estudio de Selznick. Para el incendio de Atlanta se construyeron fachadas falsas delante de viejos decorados abandonados de otras películas de los estudios Selznick, y el propio Selznick operó los controles de los explosivos que los quemaron. Algunas fuentes del momento estimaron los costes de producción en 3,85 millones de dólares, que la convertían en la segunda película más cara hasta ese momento, tras Ben-Hur (1925).
Aunque persiste la leyenda de que la oficina responsable del cumplimiento del código Hays multó a Selznick con 5000 $ por utilizar la palabra «damn» (en la versión en español se tradujo como «me importa un bledo») en la última frase de Rhett Butler cuando se marcha al final de la película, en realidad la junta de la MPAA aprobó una enmienda al código el 1 de noviembre de 1939 que prohibió el uso de las palabras «hell» o «damn», excepto cuando su uso fuera «esencial y necesario para representar, en el contexto histórico apropiado, cualquier escena o diálogo basado en hechos históricos o folklore ... o una cita de una obra literaria, siempre que tal uso no fuera intrínsecamente censurable u ofendiera el buen gusto», por lo que, con esta enmienda, la oficina de vigilancia del código no tenía ninguna objeción al diálogo final de Butler.

### Vestuario
El vestuario de la película corrió a cargo del diseñador Walter Plunkett, quien a modo de preparación se embarcó durante cuatro meses en un viaje de investigación no remunerado por el sur de Estados Unidos, contando únicamente con un contrato sin exclusividad por el que se le pagarían 600 dólares a la semana en los dos meses de preproducción y 750 por cada siete días de rodaje, además de una carta de presentación dirigida a Margaret Mitchell, a quien visitó en su casa de Georgia. Gracias a Mitchell, Plunkett conoció el ingenio de las mujeres de aquella época, las cuales usaban cáscaras de nueces y piedras como botones y ramas de espinos como broches para poder confeccionar la ropa durante el bloqueo al que la Unión sometió a los estados sureños durante la guerra de Secesión. En los Museos de las Hijas de la Confederación de Savannah y Charleston, Plunkett obtuvo trozos de telas cortadas de los dobladillos de trajes auténticos, los cuales solían estar decorados con diminutos estampados. Para este exhaustivo y considerable trabajo, el diseñador creó más de 5000 piezas para cincuenta personajes y un centenar de extras.
En lo que respecta al vestuario del personaje de Scarlett, para quien elaboró treinta y cinco conjuntos, las flores de algunos de ellos, como el vestido floral en tonos blanco y verde que luce en una de las escenas iniciales de la película, estas poseen un tamaño superior al original debido a la decisión del diseñador de doblar el tamaño de las mismas con el fin de hacerlas más nítidas y llamativas. Del mismo modo, Plunkett empleó los tejidos y los colores con el fin de enfatizar y subrayar los acontecimientos más destacados de la vida de la protagonista, empleando organdí, tul, algodón y tonalidades luminosas para vestir a Scarlett en sus años de juventud, y tejidos como seda y terciopelo oscuro a medida que madura y se enfrenta a situaciones dramáticas.
Para el traje de novia de la protagonista, Plunkett recreó un vestido anticuado, en seda satinada y con mangas abullonadas muy de moda treinta años antes de los acontecimientos narrados en el largometraje debido a que Scarlett, quien tomó la decisión de casarse con Charles Hamilton antes de que este fuese a la guerra, se vio obligada por falta de tiempo a llevar el traje de novia de su madre, motivo por el cual el diseñador elaboró intencionadamente un vestido que no se ajustaba al cuerpo de Vivien Leigh.
Plunkett tomó además la decisión de incluir varios códigos de color para el personaje de Scarlett en función de las situaciones plasmadas. De esta forma, para las escenas de seducción el diseñador optó por el color verde, siendo ejemplo de ello el vestido escotado que Scarlett luce para la barbacoa en «Los doce robles», así como el traje elaborado con cortinas de terciopelo cuando la protagonista acude a visitar a Rhett a la cárcel. Para las escenas pasionales, violentas y de tensión, Plunkett escogió el rojo, siendo este el color del llamativo vestido de abalorios que Rhett obliga a Scarlett a llevar puesto en la fiesta de cumpleaños de Ashley, el color de la bata de terciopelo que luce en la posterior discusión con su marido y también el tono del traje que lleva puesto cuando su hermana Suellen descubre que Scarlett se ha casado con su prometido Frank Kennedy. Por último, para las escenas de peligro se decantó por el color azul, destacando el vestido que Scarlett lleva puesto cuando es asaltada en un puente camino del aserradero así como el traje de amazona que luce su hija Bonnie cuando cae del caballo. Los únicos vestidos que constituyeron excepciones a estos códigos fueron el traje de novia, los vestidos de luto y el traje blanco con volantes mostrado al inicio de la película.

### Música
Para componer la banda sonora Selznick eligió a Max Steiner, con quien había trabajado en la RKO Pictures a principios de los años 1930. Warner Bros., que había contratado a Steiner en 1936, acordó cedérselo a Selznick. Steiner pasó doce semanas trabajando en la música de la película, el período más largo que había dedicado a escribir una banda sonora, y las dos horas y treinta y seis minutos de la película era también la de mayor duración que había escrito. Se contrataron cinco orquestistas: Hugo Friedhofer, Maurice de Packh, Bernard Kaun, Adolph Deutsch y Reginald Bassett. La banda sonora se caracteriza por dos temas de amor, uno para el dulce amor de Ashley y Melanie y otro que evoca la pasión de Scarlett por Ashley; es remarcable que no hay un tema de amor de Scarlett y Rhett. Steiner se basó sobre todo en la música popular y patriótica, e incluyó temas de Stephen Foster como «Louisiana Belle», «Dolly Day», «Ringo De Banjo», «Beautiful Dreamer», «Old Folks at Home» y «Katie Belle», que era la base del tema de Scarlett; otras canciones destacadas son: «Marching through Georgia», de Henry Clay Work, y «Dixie», «Garryowen» y «The Bonnie Blue Flag». El tema que más se asocia hoy en día con la película es la melodía de Tara, la plantación de los O'Hara; a principios de la década de 1940, el tema «Tara» conformó la base musical de la canción «My Own True Love», de Mack David. La banda sonora está compuesta por noventa y nueve piezas musicales en total. Debido a la presión por completar el apartado musical en plazo, Steiner recibió ayuda en la composición de Friedhofer, Deutsch y Heinz Roemheld, además de dos entras breves, de Franz Waxman y William Axt, extraídas de los archivos sonoros de la MGM.

## Lanzamiento
El 9 de septiembre de 1939, Selznick, su esposa Irene, el inversor John «Jock» Whitney y el editor Hal C. Kern se dirigieron a Riverside, California, para el preestreno de la película en el Fox Theatre. La película todavía estaba en fase de primer corte, le faltaban los créditos y los efectos ópticos especiales. La proyección duró cuatro horas y veinticinco minutos, pero posteriormente se redujo a menos de cuatro horas para su estreno. En el cine ese día se proyectaba una sesión doble con las películas Hawaiian Nights y Beau Geste y no se había informado al público de que hubiera otra proyección; después de la primera función se anunció que al final se iba a proyectar un preestreno; se informó al público de que podían irse pero no se les permitiría volver a entrar una vez que hubiera comenzado la película, ni se permitiría salir a hacer llamadas telefónicas una vez que se hubieran cerrado las puertas. Cuando apareció el título en la pantalla el público aplaudió y al finalizar recibió una ovación con la gente en pie. En su biografía de Selznick, el crítico e historiador David Thomson escribió que la reacción del público antes de que hubiera comenzado la película «fue el momento más grande de su [de Selznick] vida, la mayor victoria y la redención de todas sus faltas»", con Selznick describiendo las postales de presentación de la película como «probablemente el cuadro más asombroso que nunca hubiera tenido». Cuando durante las entrevistas de prensa a principios de septiembre le preguntaron que sentimientos tenía sobre la película, Selznick dijo: «Al mediodía pienso que es divina, a medianoche pienso que es pésima. A veces creo que es la mejor película jamás rodada. Pero si es solo una gran película, todavía estaré satisfecho».

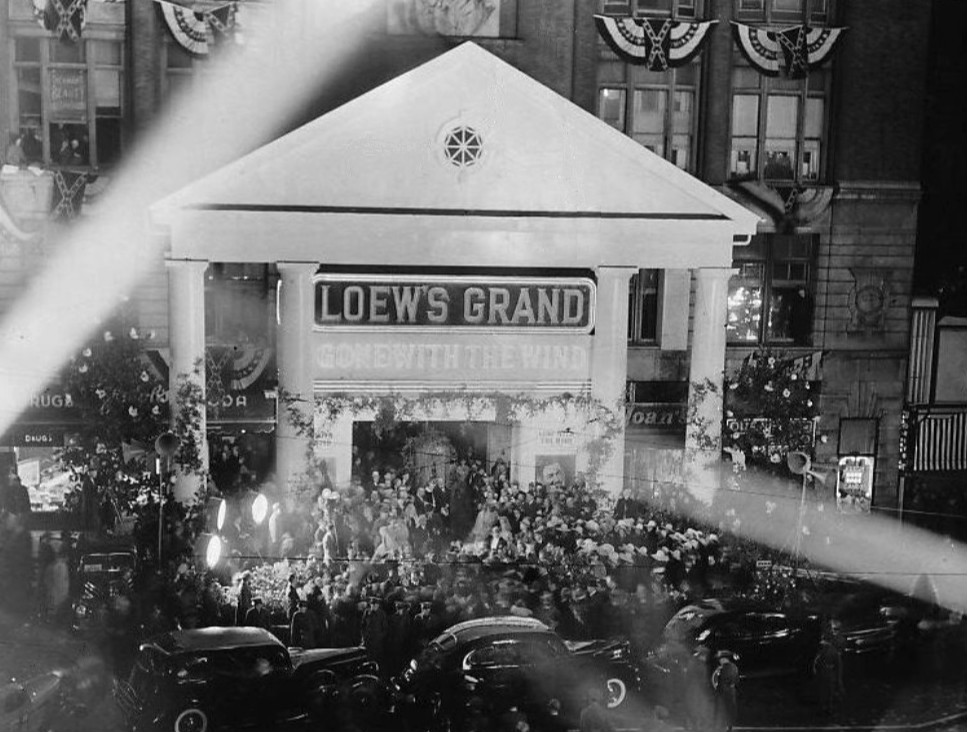
Estreno de la película en el Loew's Grand Theatre, en Atlanta.

El estreno de la película en el Loew's Grand Theatre de Atlanta el 15 de diciembre de 1939 fue espectacular. Fue el clímax de tres días de festividades organizadas por el alcalde de la ciudad, William B. Hartsfield, que incluían un desfile de limusinas con protagonistas de la película, recepciones, miles de banderas Confederadas y un baile de disfraces. Eurith D. Rivers, el gobernador de Georgia, declaró el 15 de diciembre como día festivo en el estado. Unos 300 000 residentes y visitantes se agolparon a lo largo de las calles de Atlanta para ver el desfile de limusinas con las estrellas de la película desde el aeropuerto. Años después, el presidente Jimmy Carter calificó el estreno de la película como «el mayor acontecimiento en el sur de toda mi vida». Solamente el actor Leslie Howard y el director Victor Fleming decidieron no asistir: Howard había vuelto a Inglaterra debido al estallido de la Segunda Guerra Mundial, y Fleming había discutido con Selznick y se negó a asistir a ese y a posteriores estrenos. Tampoco estaba Hattie McDaniel, ya que ella y los demás miembros del elenco de raza negra no pudieron asistir al estreno debido a las leyes Jim Crow de Georgia, normas segregacionistas que les impedían sentarse con sus colegas blancos. Al enterarse de que McDaniel había sido excluida del estreno, Clark Gable amenazó con boicotear el evento, pero McDaniel lo convenció para que asistiera. A este estreno le siguieron los de Nueva York (el 19 de diciembre) y Los Ángeles (el 28 de diciembre); a este último asistieron algunas de las actrices que habían sido consideradas para desempeñar el papel de Scarlett, como Paulette Goddard, Norma Shearer y Joan Crawford.
Desde diciembre de 1939 hasta julio de 1940, la película solo se proyectó en un número limitado de cines en los que había que hacer previamente una reserva para asistir y a un precio de más de 1 dólar, más del doble del precio habitual de un estreno, y la MGM estableció unos derechos del 70 % de los ingresos de taquilla, algo sin precedentes, ya que lo habitual por entonces era un 30-35 %. Tras la saturación de este tipo de exhibición en cines, la MGM revisó los términos, reduciendo los derechos a un 50 % y redujo a la mitad los precios de las entradas, antes de que finalmente en 1941 empezara a distribuirse a precios «populares». Entre costes de distribución y publicidad, el presupuesto de gastos total de la película alcanzó los siete millones de dólares.
En Chile se estrenó el 18 de enero de 1940, en Uruguay se estrenó el 25 de septiembre de 1940, en Argentina al día siguiente, en Perú el 10 de octubre del mismo año y en México el 22 de enero de 1941. Sin embargo, a causa de la censura, en España fue prohibida y no se estrenó hasta el 17 de noviembre de 1950, solo en Madrid y Barcelona y con una clasificación de la Iglesia católica de 3R (mayores con reparo) y 4 (gravemente peligrosa), calificación que podía suponer riesgo de excomunión para los creyentes que vieran la película, aunque en febrero de 1943 la película se había proyectado sin censura previa de forma privada en un cine de Madrid ante algunos espectadores ilustres, entre los que se encontraba el obispo de Madrid, y en marzo en la propia residencia del dictador Francisco Franco.

### Reestrenos

Cartel del reestreno de 1967.

En 1942, Selznick liquidó su compañía por motivos fiscales y vendió su parte de la película a su socio John Whitney por 500 000 dólares. A su vez, Whitney la vendió a la MGM por 2,8 millones, con lo que el estudio se hizo con la totalidad de los derechos de la película. La MGM reestrenó inmediatamente la película en la primavera de 1942, y de nuevo en 1947 y 1954; en este reestreno de 1954 la película se proyectó por primera vez en pantalla panorámica (cambiando con ello la relación de aspecto estándar de 1,37:1 establecido por la Academia de Artes y Ciencias Cinematográficas en 1932), cortando la parte superior e inferior hasta dejarla con una relación de aspecto de 1,75:1. Con motivo de la celebración del centenario del comienzo de la guerra de Secesión, en 1961, se llevó a cabo otro reestreno, que incluyó una gran gala de «estreno» en el Loew's Grand Theatre de Atlanta, que contó con la presencia de Selznick y muchas otras estrellas de la película, como Vivien Leigh y Olivia de Havilland; Clark Gable había muerto el año anterior. Para su reestreno de 1967 se pasó al formato 70 mm, y se imprimieron nuevos carteles con Gable, con una camisa blanca abierta, sosteniendo a Leigh con un fondo de llamas naranja. En 1971, 1974 y 1989 hubo nuevos reestrenos; en el de 1989 se celebraba el cincuentenario de su estreno inicial y se realizó una restauración completa de audio y vídeo. En 1998 se lanzó una vez más en los cines de Estados Unidos. En 2013 se estrenó una reedición digital con resolución 4K en el Reino Unido para celebrar el centenario del nacimiento de Vivien Leigh. En 2014 se realizaron proyecciones especiales durante dos días en cines de Estados Unidos para celebrar el 75 aniversario de la película.

### Televisión y formato doméstico
La película se estrenó por primera vez en televisión en la cadena por cable HBO el 11 de junio de 1976, emitiéndose en esta cadena catorce veces durante el resto del mes. Hizo su debut en abierto en noviembre de ese mismo año: la NBC pagó cinco millones de dólares por una única emisión, realizada en dos partes en noches sucesivas. Con una audiencia del 47,5 % de los hogares de Estados Unidos y el 65 % de los espectadores, se convirtió en ese momento en el programa de televisión de mayor audiencia jamás emitido en una sola cadena. En 1978 la CBS firmó un acuerdo por valor de 35 millones de dólares para transmitir la película veinte veces durante varios años. la Turner Entertainment le compró la película a la MGM en 1986, pero el acuerdo no incluyó los derechos televisivos, que aún estaban en manos de la CBS. Posteriormente se llegó a un acuerdo por el que los derechos fueron devueltos a la Turner junto los de El mago de Oz, también propiedad de la CBS; este acuerdo se utilizó para lanzar dos canales por cable propiedad de Turner Broadcasting System: Turner Network Television (TNT) (1988) y Turner Classic Movies (TCM) (1994). Apareció por primera vez en videocinta en marzo de 1985, situándose segunda en las listas de ventas, y posteriormente fue lanzada en formato DVD y Blu-ray.

## Recepción

### Respuesta de la crítica
Tras su estreno, la película cosechó buenas críticas por parte de la mayoría de las revistas de consumo y prensa en general. Sin embargo, aunque la producción, logros técnicos y lo ambicioso del proyecto fueron universalmente reconocidos, algunos críticos de la época consideraron que la película tenía una duración demasiado extensa y era poco convincente desde el punto de vista dramático. Frank S. Nugent resumió en el The New York Times el sentimiento general al reconocer que si bien fue la producción cinematográfica más ambiciosa hasta aquel momento, probablemente no fue la mejor película jamás realizada, pero consideraba que era una «historia interesante bellamente contada». Franz Hoellering opinaba lo mismo en las páginas del The Nation: «El resultado es una película que supone un acontecimiento importante en la historia de la industria del cine, pero solo un logro menor en el arte cinematográfico. Hay momentos en que las dos categorías se unen con buenos resultados, pero los grandes tramos entre ellos se rellenan con una mera eficacia espectacular».
| «El resultado es una película que supone un acontecimiento importante en la historia de la industria del cine, pero solo un logro menor en el arte cinematográfico.»—Franz Hoellering, crítico de The Nation |

Si bien la película fue elogiada por su fidelidad a la novela, también se considera que este hecho fue el principal causante de su excesiva duración. John C. Flinn opinaba en Variety que: «En su deseo al parecer de no dejar nada fuera, Selznick ha dejado demasiado» y que, como entretenimiento, la película habría mejorado si se hubieran recortado algunas escenas y diálogos redundantes de la última parte de la historia. The Manchester Guardian consideró que el mayor inconveniente de la película era que la historia carecía de la calidad épica suficiente para justificar el dispendio del tiempo y encontró la segunda parte, que se centra en los «matrimonios irrelevantes» de Scarlett y las «disputas domésticas», mayoritariamente superfluas, cuyo única razón para su inclusión había sido «simplemente porque Margaret Mitchell lo escribió así». The Guardian creía que si «la historia se hubiera acortado y arreglado en el punto señalado para el intermedio, y si el drama personal se hubiera puesto al servicio de un tratamiento cinematográfico del tema central —el colapso y la devastación del Viejo Sur—, entonces Lo que el viento se llevó podría haber sido una película realmente grande.» Del mismo modo, en The Nation, Hoellering también consideró que la segunda mitad de la película era más floja que la primera: la identificación de la Guerra Civil como fuerza impulsora de la primera parte mientras los personajes dominan en la segunda, llegando a la conclusión de que ahí es donde se encuentra el principal defecto de la película, comentando que «los personajes por sí solos no bastan». A pesar de muchas escenas excelentes, consideró que el drama no era convincente y que el «desarrollo psicológico» se había descuidado.
La mayor parte de los elogios fueron para el reparto, especialmente para Vivien Leigh que se destacó por su actuación como Scarlett. Nugent la describió como el «eje central de la película» y consideró que estaba «diseñada tan perfectamente para el personaje por su destreza y naturaleza que cualquier otra actriz sería inconcebible para el papel». De manera similar, Hoellering la encontró «perfecta» en «aspecto y movimientos»; consideró que actuaba mejor cuando se le permitía «acentuar la doble personalidad que ella representa» y creyó que era particularmente impresionante en algunos momentos de caracterización como la mañana después de la escena de la violación marital. Flinn también la consideró adaptada físicamente al papel y creía que destacaba en las escenas donde la actriz exhibe valor y determinación, como la huida de Atlanta y cuando Scarlett mata a un desertor yanqui. Leigh ganó con esta interpretación el galardón como mejor actriz en los Premios del Círculo de Críticos de Cine de Nueva York de 1939. De la actuación de Clark Gable en su papel de Rhett Butler, Flinn consideró que la caracterización fue «tan próxima a la concepción de la señorita Mitchell —y de la audiencia— como cabría imaginar», un punto de vista con el que Nugent estuvo de acuerdo, aunque Hoellering opinó que Gable no estuvo convincente en las escenas cercanas, ya que Rhett deja a Scarlett con disgusto. Respecto a los demás miembros principales del reparto, tanto Hoellering como Flinn encontraron a Leslie Howard «convincente» como el débil de carácter Ashley, y Flinn consideró a Olivia de Havilland «destacada» en su papel como Melanie; Nugent también destacó la actuación de Havilland, describiéndola como «elegante, digna, tierna gema de caracterización». La interpretación de Hattie McDaniel en el papel de Mammy fue elogiada por muchos críticos: Nugent consideró que ofreció la mejor interpretación en la película después de Vivien Leigh, y Flinn la situaba en tercer lugar después de las interpretaciones de Leigh y de Gable.

### Premios Óscar

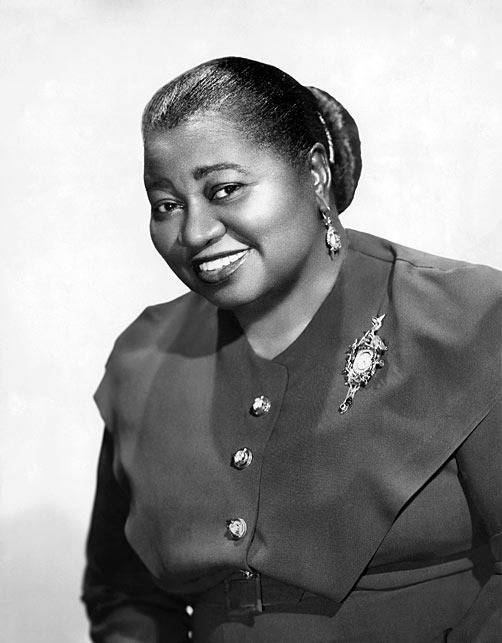
Hattie McDaniel, el primer actor de raza negra que ganó un Óscar.

En el XII Certamen de la Academia de las Artes y las Ciencias Cinematográficas, la película estableció un récord de premios y nominaciones a los Óscar, al ganar en ocho de las categorías competitivas en las trece para las que fue nominada. Ganó los premios a la mejor película, el mejor director, la mejor actriz, la mejor actriz de reparto, al mejor guion adaptado, a la mejor fotografía, a la mejor dirección artística y al mejor montaje, y recibió dos premios honoríficos adicionales por su utilización de equipo y color, y también se convirtió en la primera película a color en ganar el Óscar a la mejor película. Su récord de ocho victorias en categorías competitivas se mantuvo hasta que Gigi (1958) ganó nueve, y su récord de diez premios en total fue batido por Ben-Hur (1959), que ganó once. Lo que el viento se llevó también mantuvo el récord de mayor número de nominaciones hasta que All About Eve (1950) obtuvo catorce.
Hattie McDaniel se convirtió en la primera afrodescendiente en ganar un premio Óscar, superando a su compañera de reparto, Olivia de Havilland, que también había sido nominada en la misma categoría. Al igual que durante el estreno de la película, McDaniel sufrió las humillantes normas segregacionistas de la época durante la ceremonia de entrega de los premios en el Coconut Grove del Hotel Ambassador de Los Ángeles, pues mientras todos los miembros de raza blanca del reparto se sentaron juntos, ella y su acompañante fueron obligados a sentarse en una mesa separada en la parte posterior de la sala.
El guionista Sidney Howard se convirtió en el primer ganador póstumo de un Óscar y Selznick recibió el Premio en memoria de Irving Thalberg por su trayectoria profesional.
| Premio                    | Nominado(s) | Resultado |
| ------------------------- | --- | --------- |
| Mejor película            | Selznick International Pictures | Ganador   |
| Mejor director            | Victor Fleming | Ganador   |
| Mejor actor               | Clark Gable El ganador fue Robert Donat por Adiós, Mr. Chips | Nominado  |
| Mejor actriz              | Vivien Leigh | Ganador   |
| Mejor guion adaptado      | Sidney Howard | Ganador   |
| Mejor actriz de reparto   | Hattie McDaniel | Ganador   |
| Mejor actriz de reparto   | Olivia de Havilland | Nominado  |
| Mejor fotografía (Color)  | Ernest Haller y Ray Rennahan | Ganador   |
| Mejor montaje             | Hal C. Kern y James E. Newcom | Ganador   |
| Mejor dirección artística | Lyle Wheeler | Ganador   |
| Mejores efectos visuales  | Jack Cosgrove, Fred Albin y Arthur Johns Los ganadores fueron Fred Sersen y E. H. Hansen por The Rains Came                                                                | Nominado  |
| Mejor banda sonora        | Max Steiner El ganador fue Herbert Stothart por El mago de Oz | Nominado  |
| Mejor sonido              | Thomas T. Moulton (Departamento de sonido del Samuel Goldwyn Studio) El ganador fue Bernard B. Brown (Departamento de sonido del Universal Studio) por When Tomorrow Comes | Nominado  |
| Premio especial           | William Cameron Menzies Por su excepcional utilización del color para la mejora del dramatismo en la producción de Lo que el viento se llevó.                              | Honorario |
| Logros técnicos           | Don Musgrave y Selznick International Pictures Como pioneros en la utilización de equipos coordinados en la producción de Lo que el viento se llevó.                       | Honorario |

### Respuesta del público

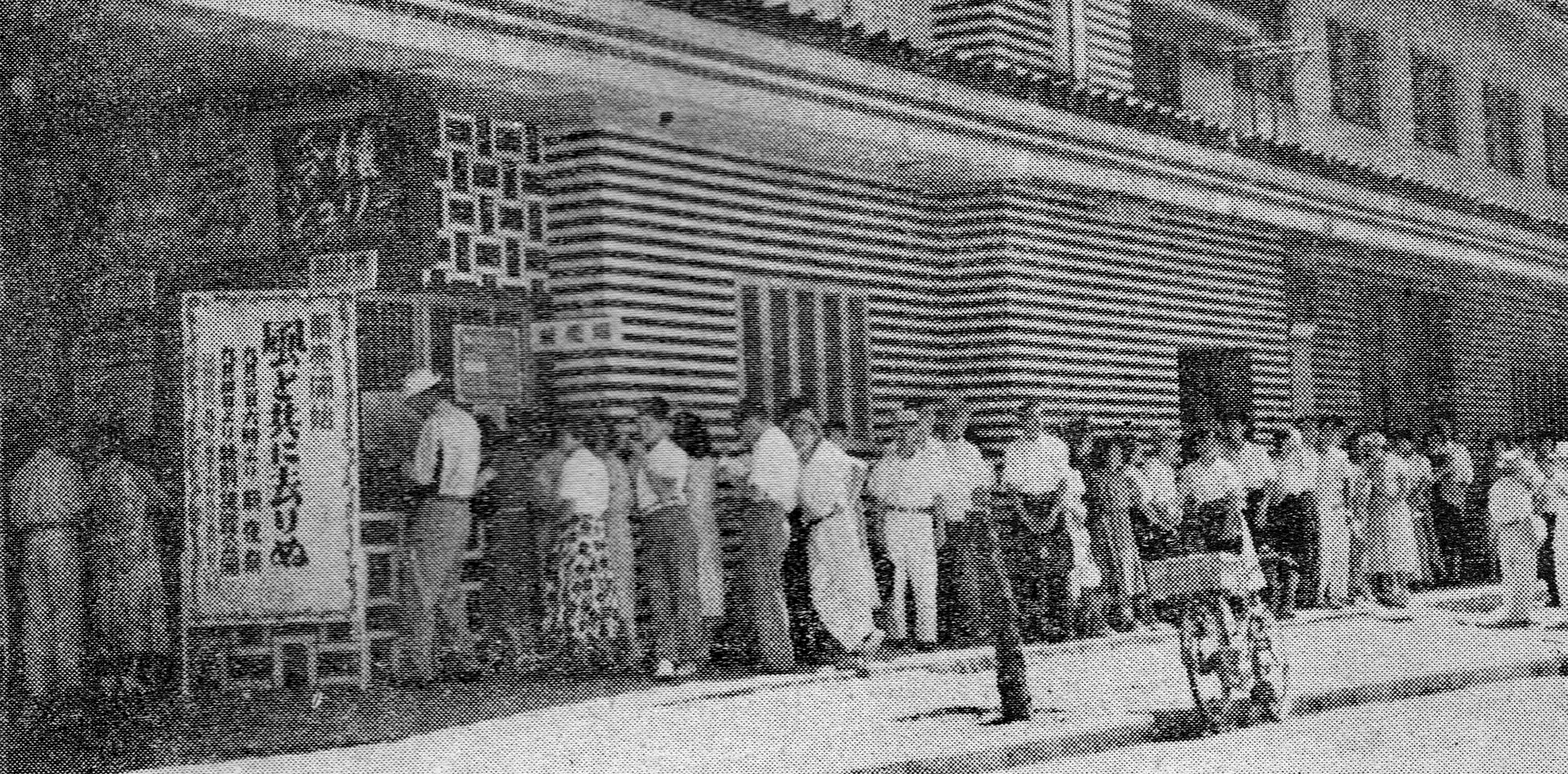
Una larga cola para adquirir una entrada de la película en un cine de Japón en 1952.

Tras su estreno, la película batió récords de asistencia. Solo en el Capitol Theatre de Nueva York, tuvo una asistencia media de 11 000 espectadores diarios a finales de diciembre, y en los cuatro primeros años tras su lanzamiento había vendido unos 60 millones de entradas en Estados Unidos, equivalente a casi la mitad de la población del país por entonces. En el extranjero también fue un éxito de público. A pesar de estrenarse durante el Blitz, en Londres fue un gran éxito y se mantuvo en cartel durante cuatro años. Cuando la MGM la retiró de las carteleras a finales de 1943, su distribución mundial había obtenido una recaudación bruta (la parte correspondiente al estudio de la taquilla bruta) de 32 millones de dólares, convirtiéndola en la película más rentable jamás realizada hasta aquel momento.

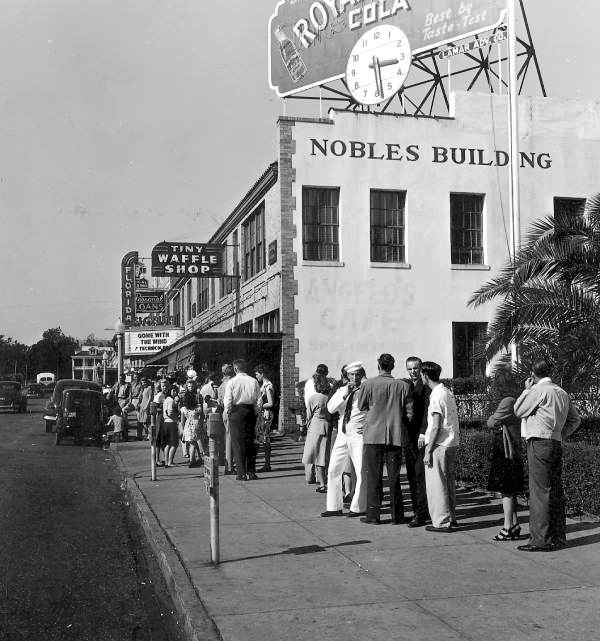
Cola para ver la película en Pensacola, Florida, durante su reestreno de 1947.

Cuando se reestrenó en 1947, ganó 5 millones de dólares en Estados Unidos y Canadá, y fue uno de los diez estrenos con mayor asistencia del año. Los exitosos reestrenos de 1954 y 1961 le permitieron conservar su posición como la principal fuente de ingresos de la industria cinematográfica, a pesar de los grandes éxitos de películas más recientes como Ben-Hur, aunque finalmente fue superada por The Sound of Music en 1966. El reestreno de 1967 la convirtió en la reposición de mayor éxito en la historia de la industria cinematográfica; generó una taquilla de 68 millones de dólares, la película más lucrativa de la MGM después de Doctor Zhivago (1965). La MGM ganó 41 millones de dólares con este reestreno. El nuevo lanzamiento de 1971 le permitió situarse brevemente a la cabeza de los récords de taquilla, con un total bruto a nivel mundial de cerca de 116 millones de dólares a finales de 1971, más del triple de sus ganancias en su lanzamiento inicial, antes de perder el primer puesto de nuevo al año siguiente con el estreno de El padrino.
Entre su estreno y posteriores lanzamientos, se estima que la película vendió más de 200 millones de entradas en los Estados Unidos y Canadá, y 35 millones en el Reino Unido, el mayor número de entradas vendidas por cualquier película en esos países durante esa época. En total, Lo que el viento se llevó ha recaudado en taquilla más de 390 millones de dólares a nivel mundial; en 2007 Turner Entertainment estimó los ingresos equivalentes a aproximadamente 3.3 mil millones de dólares si se ajusta la inflación a los precios actuales, y El libro Guinness de los récords estimaba una cifra de 3,44 mil millones de dólares en 2014.
La película sigue siendo inmensamente popular entre el público en el siglo XXI; ha sido votada la película más popular entre los estadounidenses en dos encuestas realizadas por Harris Interactive en 2008 y 2014, respectivamente.

### Críticas de racismo
Los comentaristas afroamericanos criticaron la película por su representación de los personajes de raza negra y como una glorificación de la esclavitud. Carlton Moss, un guionista, actor y director negro, se quejaba en una carta abierta considerando que mientras que El nacimiento de una nación era un «ataque frontal a la historia americana y al pueblo negro», Lo que el viento se llevó era un «ataque por la espalda al mismo». Moss criticó todavía más las estereotipadas caracterizaciones de los personajes negros, como el «perezoso y torpe Pork», la «indolente y completamente irresponsable Prissy», la «radiante aceptación de la esclavitud» de Big Sam, o Mammy con su «constante arenga y mimos para cada deseo de Scarlett». Tras la victoria de Hattie McDaniel en los Premios Óscar, Walter Francis White, líder de la National Association for the Advancement of Colored People, la acusó de ser un Tío Tom, a lo que McDaniel respondió que prefería «conseguir setecientos dólares a la semana representando a una criada que siete dólares siendo una»; también cuestionó la cualificación de White para hablar en nombre de los negros, ya que él era de piel clara y tenía solo una octava parte de negro.
La película ha sido criticada por perpetuar los mitos de la guerra de Secesión y los estereotipos sobre las personas de raza negra. El historiador británico David Reynolds escribió que en esta película «las mujeres blancas son elegantes, sus hombres nobles o por lo menos galantes y, en el otro extremo, los esclavos negros son en su mayoría obedientes y felices, claramente incapaces de una existencia independiente». Reynolds comparó la película con El nacimiento de una nación y otras representaciones del Sur durante la era de la segregación, en la que los habitantes sureños blancos son retratados como defensores de los valores tradicionales y la cuestión de la esclavitud ha sido ignorada en gran medida. La película ha sido descrita como una «regresión» que promueve el mito del violador negro y el papel honorable y defensivo del Ku Klux Klan durante la Reconstrucción, y como una película de «propaganda social» que ofrece una visión de la «supremacía blanca» del pasado. En su libro American History Goes to the Movies: Hollywood and the American Experience, W. Bryan Rommel Ruiz ha argumentado que, a pesar de las objetivamente claras inexactitudes en su descripción del período de la Reconstrucción, sin embargo la película refleja las interpretaciones que eran habituales a principios del siglo XX.
Tras su estreno, la opinión entre en público de la comunidad negra estaba dividida, con unos calificándola como un «arma del terror contra la Norteamérica negra» y un insulto al público negro, con manifestaciones en contra llevadas a cabo en varias ciudades, mientras que algunos sectores reconocieron que logros como los de McDaniel eran representativos de un progreso, y elogiaron la cálida e ingeniosa caracterización de McDaniel, y otros esperaban que el reconocimiento de su trabajo condujera a una mayor aparición en pantalla de otros actores negros. En su editorial de felicitación a McDaniel por haber ganado su Premio Óscar, la revista académica Opportunity: A Journal of Negro Life utilizó la película como un recordatorio del «límite» impuesto en la aspiración negra por viejos prejuicios. El activista radical Malcolm X recordaba en sus memorias que al ver de niño la película en su pueblo natal en Míchigan «era el único negro en el cine, y cuando Butterfly McQueen entró en escena, tuve ganas de meterme bajo la alfombra».
En 2017 la película fue retirada del programa del histórico Orpheum Theatre en Memphis (Tennessee) después de 34 años de presentaciones anuales debido a su idealización de la esclavitud y su contenido racialmente insensible. El 9 de junio de 2020 fue retirada de HBO Max debido a las protestas por la muerte de George Floyd y en respuesta a una columna escrita por el guionista John Ridley que fue publicada en la edición de ese día de Los Angeles Times en la que pedía al servicio de streaming que retirara temporalmente la película de su catálogo. Un portavoz de HBO Max dijo que la película era «un producto de su época» y que por tanto reflejaba «prejuicios étnicos y raciales» que «estaban equivocados por entonces y que siguen estándolo hoy». Sin embargo, también indicó que la película volvería a estar disponible en una fecha posterior, aunque incorporaría «una discusión de su contexto histórico y una denuncia a dichas interpretaciones, pero será presentada como fue originalmente creada, porque actuar de otra manera sería lo mismo que decir que esos prejuicios nunca existieron. Si vamos a crear un futuro más justo, equitativo e inclusivo, debemos primero reconocer y comprender nuestra historia.»

### Evaluación posterior de la crítica
En marzo de 1973, la revista literaria y cultural The Atlantic publicó una serie de reseñas de conocidos críticos cinematográficos. En ella, Arthur Schlesinger señaló que las películas de Hollywood por lo general envejecen bien, pero en el caso de Lo que el viento se llevó el paso tiempo no le había sentado bien. Por su parte, el crítico cinematográfico Richard Schickel considera que una posible medida de la calidad de una película es preguntarse qué se puede recordar de ella, y la película fracasa en ese aspecto: carece de imágenes y diálogos inolvidables. Asimismo, Stanley Kauffmann también encontró que la película era una experiencia en gran medida olvidable, alegando que solo podía recordar dos escenas de manera vívida. Tanto Schickel como Schlesinger la describieron como «mal escrita», con diálogos «floridos» y con una sensibilidad de «tarjeta postal». Schickel también consideró que la película fracasa como arte popular, ya que no la considera una película que apetezca volver a ver, un sentimiento con el que Kauffmann también coincide, afirmando que tras verla dos veces espera «nunca volver a verla: dos veces es el doble de lo que necesitas en toda una vida». Tanto Schickel como Andrew Sarris creen que el principal fracaso de la película radica en tener la sensibilidad de un productor más que la de un artista: habiendo pasado por manos de tantos directores y escritores, la película no da la sensación de haber sido «creada» o «dirigida», sino que emergió como «vapor de una cocina abarrotada», donde la principal fuerza creativa era la obsesión de un productor por hacer la película tan literalmente fiel a la novela como fuera posible. Sarris admite que, a pesar de sus carencias artísticas, la película tiene una consideración en todo el mundo como el «espectáculo más querido jamás producido». Judith Crist observa que, kitsch aparte, la película «sin duda sigue siendo la mejor y más duradera obra de entretenimiento popular que ha salido de las líneas de montaje de Hollywood», obra de un showman con «gusto e inteligencia». Schlesinger señala que la primera mitad de la película tiene un «alcance y vigor» que aspira a su objetivo épico pero, de acuerdo con las críticas contemporáneas de la película, la vida personal toma el relevo en la segunda mitad y termina perdiendo ese objetivo entre un sentimentalismo poco convincente.
La percepción de la película por parte de la crítica ha cambiado a lo largo de los años. En la prestigiosa encuesta de críticos que publica la revista Sight and Sound cada diez años, se clasificó en el puesto 235.º en 2012, y en 2015 sesenta y dos críticos de cine de varios países encuestados por la BBC la votaron como la 97.ª mejor película estadounidense.

### Reconocimiento de la industria cinematográfica
La película ha aparecido en varias encuestas destacadas de la industria cinematográfica: en 1977 fue votada la película más popular por el American Film Institute (AFI), en una encuesta celebrada entre los miembros de la organización; la AFI también clasificó la película en cuarto lugar en 1998 en su lista 100 años... 100 películas, y en el sexto lugar en la edición del 10.º aniversario de la lista, realizada en 2007. Los directores de cine la clasificaron 322.ª en la edición del año 2012 de la encuesta decenal de Sight and Sound, y en 2016 fue seleccionada como el noveno mejor «éxito de director» en una encuesta de miembros del Sindicato de Directores de Estados Unidos. En 2014, se situó 15.ª en una extensa encuesta llevada a cabo por The Hollywood Reporter, que encuestó a todos los estudios, agencias, firmas de publicidad y productoras de la región de Hollywood.
Lo que el viento se llevó fue seleccionada para su conservación en el National Film Registry de Estados Unidos en 1989.

## Influencia y legado

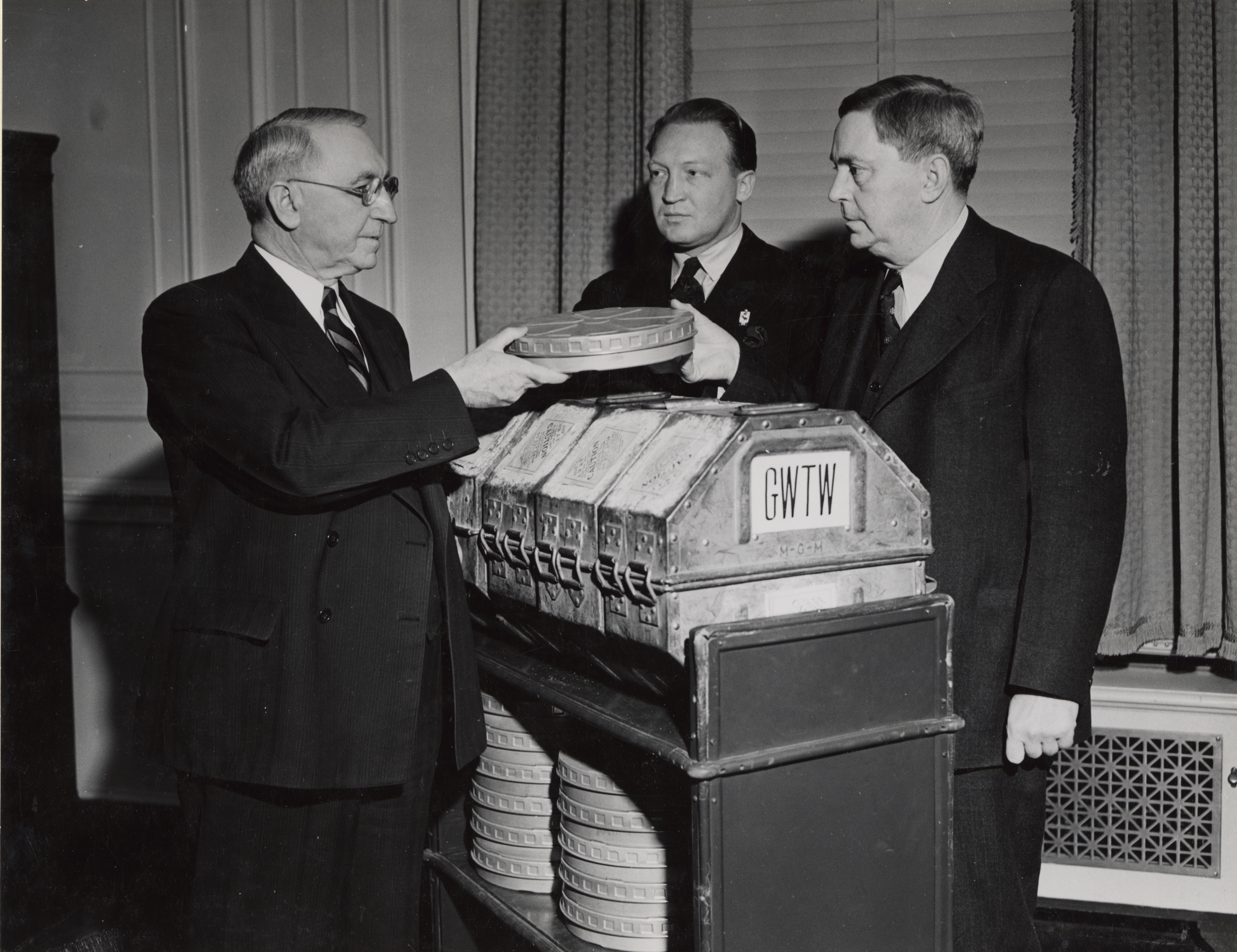
El primer archivista de los Estados Unidos, R. D. W. Connor (izquierda), recibiendo la película por parte del senador de Georgia Walter F. George (al fondo) y el Gerente de la División Este de Loew, Carter Barron (derecha) (1941).

### En la cultura popular
Lo que el viento se llevó y su producción han sido explícitamente referenciadas, satirizadas, dramatizadas y analizadas en numerosas ocasiones a través de una gran variedad de medios de comunicación, desde obras contemporáneas como Second Fiddle, una película de 1939 que parodia «la búsqueda de Scarlett», hasta programas de televisión actuales como Los Simpson.
The Scarlett O'Hara War, una dramatización televisiva de 1980 del casting de Scarlett, Moonlight and Magnolias, obra de 2007 de Ron Hutchinson que dramatiza la reescritura del guion en cinco días por Ben Hecht, o Went with the Wind!, un sketch en el The Carol Burnett Show que parodió la película tras la repercusión de su primera emisión en televisión en el año 1976, están entre los ejemplos más notables de su imperecedera presencia en la cultura popular. En el extenso documental de 1988 The Making of a Legend: Gone with the Wind se detalla la historia de la difícil producción de la película. En 1990, el Servicio Postal de los Estados Unidos emitió un sello que representaba a Clark Gable y Vivien Leigh abrazándose en una escena de la película.

### Secuela
Tras la publicación de la novela, Margaret Mitchell recibió una lluvia de peticiones de una secuela, pero afirmó no tener claro lo que le sucedió a Scarlett y Rhett, y que los había «dejado a su destino». Mitchell resistió la presión de Selznick y la Metro-Goldwyn-Mayer para que escribiera una secuela hasta su muerte en 1949. En 1975, su hermano, Stephens Mitchell, quien se hizo cargo del control de sus derechos, autorizó una secuela producida conjuntamente por la MGM y Universal Studios con un presupuesto de 12 millones de dólares. Anne Edwards fue la encargada de escribir la secuela como una novela con la idea de adaptarla posteriormente en un guion y publicarla al mismo tiempo que el lanzamiento de la película. Edwards presentó un manuscrito de 775 páginas titulado Tara, The Continuation of Gone with the Wind, situado entre 1872 y 1882 y centrándose en el divorcio de Scarlett y Rhett; la MGM no estaba satisfecha con la historia y rompió el acuerdo.
La idea se retomó en la década de 1990, cuando finalmente se produjo una secuela en 1994, en forma de una miniserie de televisión. Scarlett se basó en la novela del mismo título de Alexandra Ripley, una secuela del libro de Mitchell. Los actores británicos Joanne Whalley y Timothy Dalton interpretaron los papeles de Scarlett y Rhett. La serie comienza tras el traslado de Scarlett a Charleston para intentar recuperar a Rhett y, al no conseguirlo viaja a Irlanda sin decirle que está embarazada de nuevo.